# ویکتور ساریانیدی
ویکتور ساریانیدی (به انگلیسی: Viktor Ivanovich Sarianidi) (به روسی: Виктор Иванович Сарианиди) (به یونانی: Βίκτωρ Σαρηγιαννίδης) (زادهٔ ۲۳ سپتامبر ۱۹۲۹ در تاشکند - درگذشته ۲۳ دسامبر ۲۰۱۳ در مسکو) باستان‌شناس سرشناس شوروی سابق، یونانی‌تبار است.
وی در سال ۱۹۷۶ بقایای فرهنگ عصر برنز در صحرای قره‌قوم را کشف کرد. این فرهنگ مجموعهٔ باستان‌شناسی باختر-مرو (به انگلیسی: Bactria-Margiana Archaeological Complex) یا تمدن آمودریا نام گرفت.
در سال ۱۹۷۸ شش گور در طلاتپه، شمال افغانستان، با قدمت تاریخی سدهٔ اول پیش از میلاد، را کشف کرد که ثروت سرشاری از جواهرات گرانبها را در خود جای داده بودند. این زیورآلات به طلای باختری معروف هستند.
وی در سال ۱۹۹۶، به یونان مهاجرت کرد.

## آثار
- گنجینهٔ طلاهای باختر: از حفریات طلاتپه در شمال افغانستان (Golden Hoard of Bactria: From the Tillya-Tepe Excavations in Northern Afghanistan) (۱۹۸۵)